# It (miniserie de 1990)
It  (también conocida como Stephen King's It) es una miniserie del género de horror, estrenada en 1990 y basada en la novela homónima de Stephen King. Cuenta con las actuaciones de Tim Curry en el papel principal de Pennywise, además de actores como Seth Green y Harry Anderson. La miniserie también es conocida con otros nombres, como Eso en México, como It en España, e It: El Payaso Asesino en Argentina.
La historia gira en torno a un ser sobrenatural que tiene la capacidad de transformarse en los peores temores de su presa, lo que le permite explotar las fobias de sus víctimas. En su mayoría toma la forma humana de un payaso sádico y bromista llamado Pennywise. Los protagonistas son un grupo de niños marginados conocidos como "los perdedores" que descubren a Pennywise y juran destruirlo. La serie tiene lugar en dos períodos de tiempo diferentes, el primero cuando los perdedores se enfrentan por primera vez a Pennywise como niños en 1960 y el segundo cuando vuelven como adultos en 1990 para derrotarlo por segunda vez después del resurgimiento de la criatura.
Cuenta con un elenco de actores conformado por Richard Thomas, John Ritter, Annette O'Toole, Harry Anderson, Dennis Christopher, Tim Reid y Richard Masur como los siete miembros del club de los perdedores, y Tim Curry como Pennywise. Interpretaron a los perdedores en su infancia Jonathan Brandis, Seth Green, Emily Perkins, Brandon Crane, Adam Faraizl, Marlon Taylor y Ben Heller. Michael Cole, Jarred Blancard, Gabe Khouth, Chris Eastman, Olivia Hussey, Frank C. Turner, Tony Dakota, Michael Ryan, Tom Heaton y Chelan Simmons también desempeñan papeles secundarios.
Originalmente el proyecto estaba planificado para emitirse como una serie de televisión de ocho episodios de una hora cada uno. Sin embargo, el canal ABC reclutó al escritor Lawrence D. Cohen para adaptar la novela King de 1.138 páginas. El guion de Cohen condensó la obra fuente en una película televisiva de dos partes y tres horas que retuvo los elementos centrales de la novela, aunque Cohen se vio obligado a abandonar numerosas subtramas en virtud de la duración de la novela y las restricciones de tiempo de la red. La producción dio inicio a principios de 1990 y la serie fue filmada durante un período de tres meses en New Westminster, Columbia Británica, a mediados de 1990.
Se transmitió en ABC durante dos noches el 18 y 20 de noviembre de 1990, atrayendo a 30 millones de espectadores en su estreno. Los críticos elogiaron la actuación de Tim Curry como Pennywise. Por su trabajo en la miniserie, Richard Bellis recibió un Premio Primetime Emmy por su aporte musical a la cinta.

## Argumento

### Prólogo
Una niña pequeña llamada Laurie Anne (Chelan Simmons) monta su triciclo mientras su madre le advierte que se avecina una tormenta. Antes que la niña entre, oye risas de niños y se encuentra con un payaso. Más tarde, su madre la encuentra muerta. Esto lleva a Mike Hanlon, el bibliotecario local, a llamar a sus seis amigos de la infancia para decirles que el asesino ha vuelto y, por lo tanto, deben cumplir su juramento de que, si 'Eso' regresaba, ellos también volverían. Él y sus amigos comienzan a tener saltos del pasado al presente a lo largo de la miniserie.

### 1960
Bill, Ben, Beverly, Richie, Eddie, Mike y Stan comienzan a tener encuentros individuales con el asesino de los niños y adolescentes: un monstruo capaz de cambiar de forma física, al que los protagonistas llaman 'Eso' (que, principalmente, toma la forma de un payaso que se hace llamar "Pennywise, el payaso bailarín"). El primer y más significativo incidente es el asesinato de Georgie, hermano menor de Bill, mientras jugaba solo en la calle; posteriormente todos tienen encuentros con la criatura a la vez que deben lidiar con la discriminación y el maltrato al que los someten otros niños y a la indiferencia de los adultos, esto pronto hace que traben amistad y formen un grupo unido por un fuerte aprecio al que bautizan como "El club de los perdedores".  
Sus encuentros personales se intensifican cuando la criatura se manifiesta desde el álbum de fotografías del padre de Mike y amenaza con matarlos. Incitados por el deseo de venganza de Bill hacia Pennywise, los perdedores descubren que su guarida se encuentra en las alcantarillas, decidiendo entrar y acabar con él. Henry Bowers, un chico matón de la escuela y sus dos amigos, Victor y Belch, persiguen a los niños hasta las cloacas en un intento de vengarse por haberles ganado en una batalla a pedradas. Belch y Henry dejan atrás a Victor, que es asesinado por "Pennywise". Stan, que se separó involuntariamente del grupo, es atrapado por Henry y Belch, pero son atacados por el payaso, siendo Belch devorado frente a Henry; quien pierde la cordura y su pelo se vuelve blanco por la impresión. Stan consigue volver con sus amigos y los siete niños son atacados por 'Eso' pero logran defenderse formando un círculo. 'Eso', con la forma del payaso Pennywise, atrapa a Stan; mientras intenta comérselo, Eddie le desfigura el rostro con su inhalador lleno de ácido, causándole al payaso un terrible dolor y, aprovechando la distracción, Beverly le dispara pendientes de plata y le da en la cabeza pero, antes de poder rematarlo, 'Eso' huye por un desagüe. Los niños discuten si el monstruo está realmente muerto. Al salir de las alcantarillas, los siete niños hacen un juramento: Si 'Eso' regresa, ellos también regresarán, viéndose como niños por última vez.

### 1990
Mike Hanlon, el único del grupo que sigue viviendo en Derry, llama a sus amigos tras el asesinato de Laurie Anne. Stan, quien recuerda el intento de matar a 'Eso' hace 30 años y temiendo lo que pueda pasar ahora, se suicida, cortándose las venas, escribiendo IT (Eso) en la pared.
Cuando los amigos ya adultos regresan a Derry, cada uno tiene un reencuentro con Pennywise. Henry Bowers, quien estaba internado en una cárcel-manicomio, escapa bajo la influencia de 'Eso' para matar a sus enemigos. Henry ataca a Mike en un hotel en el que él y sus amigos se habían instalado y lo hiere gravemente pero, accidentalmente, hace lo mismo consigo mismo y muere.
Internado en un hospital, Mike le da a Bill los pendientes de plata que usaron contra 'Eso' en el pasado. La esposa de Bill, Audra, es secuestrada por Pennywise y éste la deja en estado catatónico por las Luces de Muerte. Bill, Richie, Beverly, Eddie y Ben regresan a las cloacas para matar a 'Eso' de una vez por todas. Ellos entran a la cueva y ven la verdadera forma de Pennywise: una gigantesca araña.
Ben, Richie y Bill son paralizados por sus Luces de Muerte, que están en su abdomen. Eddie es atrapado por 'Eso' y muere, pero Beverly salva a sus otros tres amigos disparando a las Luces de Muerte. Finalmente, matan a 'Eso' arrancándole el corazón. Al salir, se llevan el cuerpo de Eddie y rescatan a Audra.

### Epílogo
Concluyendo con una nota positiva, Richie regresa al espectáculo, Ben y Beverly se casan, esperando un hijo; Mike se recupera en el hospital y Bill ayuda a Audra a recuperarse de su estado catatónico con "Silver", su bicicleta, de cuando era niño. Al final de la película, la risa tenebrosa de Pennywise se escucha por última vez.

## Reparto
| Personaje                | Actor /Actriz                                   |
| ------------------------ | ----------------------------------------------- |
| Pennywise                | Tim Curry                                       |
| Bill Denbrough           | Richard Thomas (adulto) Jonathan Brandis (niño) |
| Ben Hanscom              | John Ritter (adulto) Brandon Crane (niño)       |
| Richie Tozier            | Harry Anderson (adulto) Seth Green (niño)       |
| Beverly Marsh            | Annette O'Toole (adulta) Emily Perkins (niña)   |
| Eddie Kaspbrak           | Dennis Christopher (adulto) Adam Faraizl (niño) |
| Mike Hanlon              | Tim Reid (adulto) Marlon Taylor (niño)          |
| Stanley Uris             | Richard Masur (adulto) Ben Heller (niño)        |
| Henry Bowers             | Michael Cole (adulto) Jarred Blancard (niño)    |
| Audra Phillips-Denbrough | Olivia Hussey                                   |
| Georgie Denbrough        | Tony Dakota                                     |
| Oficial Nell             | Terence Kelly                                   |
| Sra. Hanscom             | Claire Brown                                    |
| Sra. Sonya Kaspbrak      | Sheila Moore                                    |
| Sra. Winterbarger        | Merrilyn Gann                                   |
| Laurie Anne Winterbarger | Chelan Simmons                                  |

## Producción

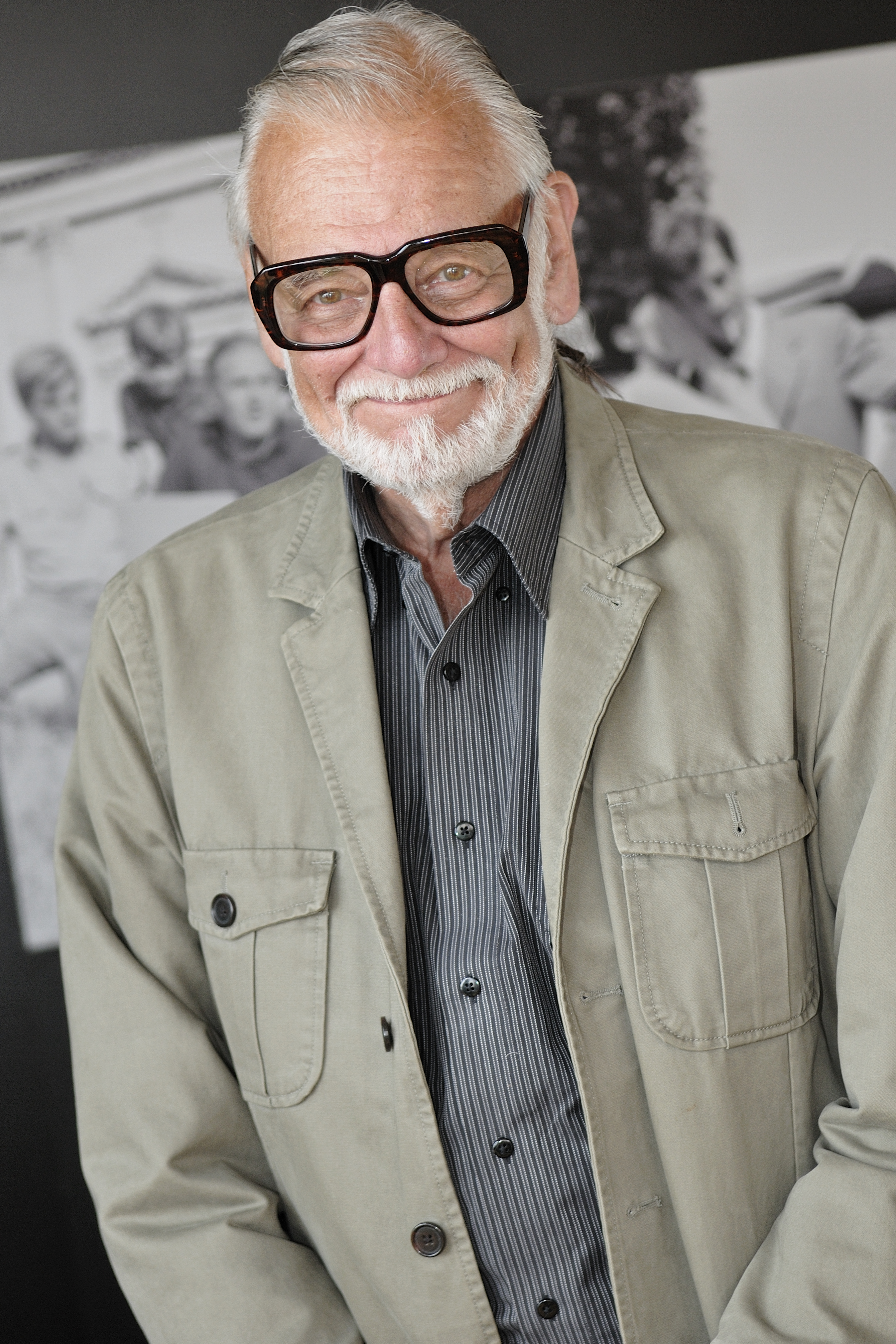
George A. Romero fue escogido inicialmente como director, pero abandonó el proyecto por problemas de programación.

ABC había adquirido los derechos de una miniserie televisiva de It, por lo que sería la primera película hecha para televisión basada en un trabajo de Stephen King desde Salem's Lot (1979), dirigida por Tobe Hooper. Lawrence D. Cohen, quien había escrito previamente la adaptación cinematográfica de Carrie en 1976, fue contratado para escribir el guion.
Según Cohen, King tuvo poca o ninguna participación en la redacción de la miniserie. George A. Romero fue contratado originalmente para dirigir el proyecto, que en ese momento ABC había planeado para presentarlo en una serie de ocho a diez horas que abarcaría cuatro bloques de dos horas. Romero abandonó el proyecto debido a conflictos de programación, tras lo cual ABC lo condensó en una serie de tres partes. Poco después, Tommy Lee Wallace fue contratado como el director. Después de que Wallace se uniera al proyecto, ABC finalmente decidió condensar la película para televisión en dos partes.
Dada la extensión de la novela King, que abarca 1.138 páginas, una gran cantidad de material quedó fuera de la adaptación de Cohen, incluidas las tramas secundarias relacionadas con la vida personal de los personajes adultos, como también una de las cuales tenía a cada uno de los protagonistas masculinos perdiendo su virginidad con Beverly en su infancia. "Ni siquiera puedo comenzar a enumerar mis escenas favoritas del libro que tuvimos que cortar, porque hay muchas", afirmó Cohen.

### Casting
La mayoría de los actores adultos de la película, incluidos John Ritter, Dennis Christopher, Tim Reid y Harry Anderson, fueron elegidos por Wallace y Cohen. Annette O'Toole fue elegida por sugerencia de Ritter, con quien recientemente había trabajado en The Dreamer of Oz: The L. Frank Baum Story (1990). Emily Perkins y Marlon Taylor, que interpretaron a Beverly Marsh y Mike Hanlon, fueron seleccionados en Vancouver, mientras que Seth Green y Jonathan Brandis fueron seleccionados en Los Ángeles para los papeles de los jóvenes Richie y Bill.
Según el mismo Cohen, escribió el guion de la serie sin un actor específico en mente para interpretar el papel de Pennywise. Según el director Tommy Lee Wallace, antes de unirse al proyecto, Malcolm McDowell y Roddy McDowall se encontraban en consideración para interpretar a Pennywise, pero Wallace quería a Tim Curry para el papel. Wallace había trabajado anteriormente con este último en Fright Night Part 2 (1988). La crítica especializada destacó la participación de Tim Curry.

## Diferencias entre la novela y la miniserie
- Los eventos que desencadenaron los períodos de terror de Pennywise son solo descritos durante una exposición de Mike.
- El caso de Adrian Mellon no es mencionado en la miniserie.
- Patrick Hockstetter no aparece en la serie.
- En la novela se revela que It en su forma de araña es una hembra en estado de gestación, esto no se menciona en la miniserie.
- Se omiten los interludios de Mike Hanlon.
- En la novela, uno de los nombres de It, además de Pennywise es Bob Gray, nunca se le llama de esta manera en la miniserie.
- Las apariciones del payaso ante los niños están distorsionadas y con una ubicación incorrecta.
- En la novela, las muertes de los compañeros de pandilla de Henry Bowers son perpetradas por Eso transformado en el monstruo de Frankenstein. Ambos son brutalmente masacrados por It, antes de arrancarles grotescamente las cabezas.
- La miniserie no explica el origen ni procedencia de It, tampoco muestra su llegada a la Tierra durante la prehistoria.
- Se omiten ciertos asesinatos mencionados en la novela y sus detalles.
- Beverly Marsh era descrita pelirroja y la actriz Annette O'Toole no cuenta con esa característica.
- Al crecer Bill era calvo, mientras que en la miniserie tiene cabello largo.
- Entidades de gran importancia en la novela, como La Tortuga y El Otro, son omitidos en la miniserie.
- Se omitieron los elementos de gore, violencia, sexualidad y discriminación explícitos presentes en la novela, como los desmembramientos de It, las escenas de homofobia y el contenido sexual que involucraba a los niños.
- No aparecen Eddie Corcoran y su hermano pequeño.
- En la miniserie se sustituye a la esposa de Eddie por su madre, que no es gorda como en la novela.
- En la miniserie se deja la incertidumbre de la muerte y la posibilidad del retorno de It cuando se escuchan sus risas en el epílogo.
- La casa de Neibolt Street no hace su aparición en la miniserie.
- En la miniserie, Eddie de adulto confiesa en las cloacas que es virgen, pero en la novela se muestra que sostuvo relaciones sexuales con Beverly junto al resto de Los Perdedores en su infancia.

## Recepción
En Rotten Tomatoes la miniserie cuenta con una calificación de aprobación del 61% con base a 18 revisiones, con una calificación promedio ponderada de 5.6 sobre 10.
Ken Tucker de Entertainment Weekly elogió las actuaciones en la película, pero tuvo una respuesta negativa a sus efectos especiales y ritmo, señalando: "El final es una gran decepción: los efectos especiales poco imaginativos animan al monstruo en su encarnación final. Pero el reparto es excelente, la actuación de Curry es escalofriante". The Hollywood Reporter se refirió a la miniserie como "un gran viaje gracias a la actuación carismática de Curry con su salvaje y burlona malevolencia".
Sandra Harris de Movie Pilot afirmó: "Cuenta con algunos escenarios magníficos y un bonito entretejido de flashbacks con las escenas normales. Para los fanáticos de Stephen King, esta película es imprescindible en su colección. Para los fanáticos del horror en general, diría que podría ser mucho peor. Es una película para desconectar el teléfono y meterse bajo las sábanas durante tres horas con las palomitas de maíz y el control remoto".
Stephen King se refirió a la miniserie en una entrevista de 2015, afirmando: "Tienes que recordar que mis expectativas estaban en el sótano. Había un libro que tenía más de 1.000 páginas y lo iban a meter en cuatro horas, con comerciales. Pero la serie realmente me sorprendió gratamente. Es una adaptación realmente ambiciosa de un libro realmente extenso".